# Krešimir Kozina
Krešimir Kozina (* 25. Juni 1990 in Derventa, SR Bosnien und Herzegowina, SFR Jugoslawien) ist ein kroatischer Handballspieler.

## Karriere
Der in Derventa geborene Krešimir Kozina konnte 2011 mit dem RK Našice im EHF Cup erstmals internationale Erfahrung sammeln. Mit den Kroaten nahm er zweimal an diesem Bewerb teil, wobei die beste Leistung das Erreichen des Achtelfinales war, als man gegen den SC Magdeburg ausschied. 2013 wechselte der 1,96 Meter große Kreisläufer nach Österreich zum HC Hard, mit welchem er in den ersten zwei Saisonen in der Handball Liga Austria auch gleich den Titel und im ersten Jahr auch den ÖHB-Cup holen konnte. Außerdem nahm er mit den Vorarlbergern auch an Qualifikationsturnieren der EHF Champions League teil, konnte sich dort aber jeweils nicht durchsetzen. Im Oktober 2015 wechselte er nach Deutschland in die Bundesliga zur SG Flensburg-Handewitt. In der Saison 2016/17 stand der Kreisläufer bei den Füchsen Berlin unter Vertrag, mit denen er Vereinsweltmeister 2016 wurde und das Finale im EHF-Pokal erreichte. Im Sommer 2017 wechselte er zu Frisch Auf Göppingen. Am Ende der Saison 2017/18 wählten ihn die Frisch Auf-Fans zum Frisch Auf-Spieler des Jahres 2018. Im Mai 2023 erreichte er mit Frisch Auf Göppingen das Finalturnier in der European League und wurde Dritter. Im Sommer 2024 verließ Kozina Frisch Auf Göppingen und kehrte zum kroatischen Erstligist RK Nexe Našice zurück.
Mit der kroatischen Nationalmannschaft nahm er an der Weltmeisterschaft 2019 teil und belegte den 6. Platz.

## Privates
Sein Bruder Bruno spielt ebenfalls Handball und ist zurzeit für die HSC Kreuzlingen aktiv.

## HLA-, HBL-Bilanz
| Saison    | Verein               | Spielklasse | Spiele | Tore | 7-Meter | Feldtore |
| --------- | -------------------- | ----------- | ------ | ---- | ------- | -------- |
| 2013/14   | Alpla HC Hard        | HLA         |        | 126  | 0/0     | 126      |
| 2014/15   | Alpla HC Hard        | HLA         |        | 111  | 0/0     | 111      |
| 2015/16   | Alpla HC Hard        | HLA         |        | 42   | 0/0     | 42       |
| 2015/16   | Flensburg-Handewitt  | HBL         | 22     | 26   | 0/0     | 26       |
| 2016/17   | Füchse Berlin        | HBL         | 31     | 63   | 0/0     | 63       |
| 2017/18   | Frisch Auf Göppingen | HBL         | 34     | 127  | 18/21   | 109      |
| 2018/19   | Frisch Auf Göppingen | HBL         | 34     | 112  | 11/16   | 101      |
| 2019/20   | Frisch Auf Göppingen | HBL         | 26     | 88   | 7/9     | 81       |
| 2020/21   | Frisch Auf Göppingen | HBL         | 38     | 111  | 3/8     | 108      |
| 2021/22   | Frisch Auf Göppingen | HBL         | 34     | 97   | 0       | 97       |
| 2022/23   | Frisch Auf Göppingen | HBL         | 34     | 75   | 0       | 75       |
| 2023/24   | Frisch Auf Göppingen | HBL         | 31     | 85   | 0/1     | 85       |
| 2013–2015 | gesamt               | HLA         |        | 279  | 0/0     | 279      |
| 2015–2024 | gesamt               | HBL         | 284    | 784  | 39/55   | 745      |

## Erfolge
- 2× Österreichischer Meister (mit Alpla HC Hard)
- 1× Österreichischer Pokalsieger (mit Alpla HC Hard)
- Vereinsweltmeister 2016 (mit Füchse Berlin)
- U-19-Weltmeister 2009[7]